# إلخان قرمان
إلخان قرمان (بالتركية: İlkan Karaman)‏ مواليد 13 مايو 1990 في إسطنبول، هو لاعب كرة سلة تركي. بدأ مسيرته الاحترافية في سنة 2007. تم اختياره من قبل فريق بروكلين نتس خلال الدرافت. لعب مع نادي بشكطاش. حمل الرقم 37. بلغ طوله 6 قدم 9 بوصة (2.1 م).

## المسيرة الاحترافية
لعب مع نادي طوفاس الرياضي في الدوري التركي من سنة 2007 إلى 2011، ثم لعب مع نادي كارشياكا لكرة السلة في موسم 2011–2012، ثم لعب مع فنربخشة لكرة السلة في الدوري التركي من سنة 2012 إلى 2014، ثم لعب مع بشكطاش لكرة السلة في سنة 2016.

## روابط خارجية
- إلخان قرمان على موقع الاتحاد الدولي لكرة السلة (الإنجليزية)
- إلخان قرمان على موقع الدوري الأوروبي لكرة السلة (الإنجليزية)
- إلخان قرمان على موقع الدوري التايواني الممتاز لكرة السلة (الصينية)
- إلخان قرمان على موقع سبورتس رفرنس (الإنجليزية)
- إلخان قرمان على موقع كرة السلة الأوروبية.كوم (الإنجليزية)
- إلخان قرمان على موقع ريلجم (الإنجليزية)
- إلخان قرمان على موقع بروبوليرز (الإنجليزية)
- إلخان قرمان على موقع سبورتس رفرنس (الإنجليزية)